# 巴斯蒂門特斯峰

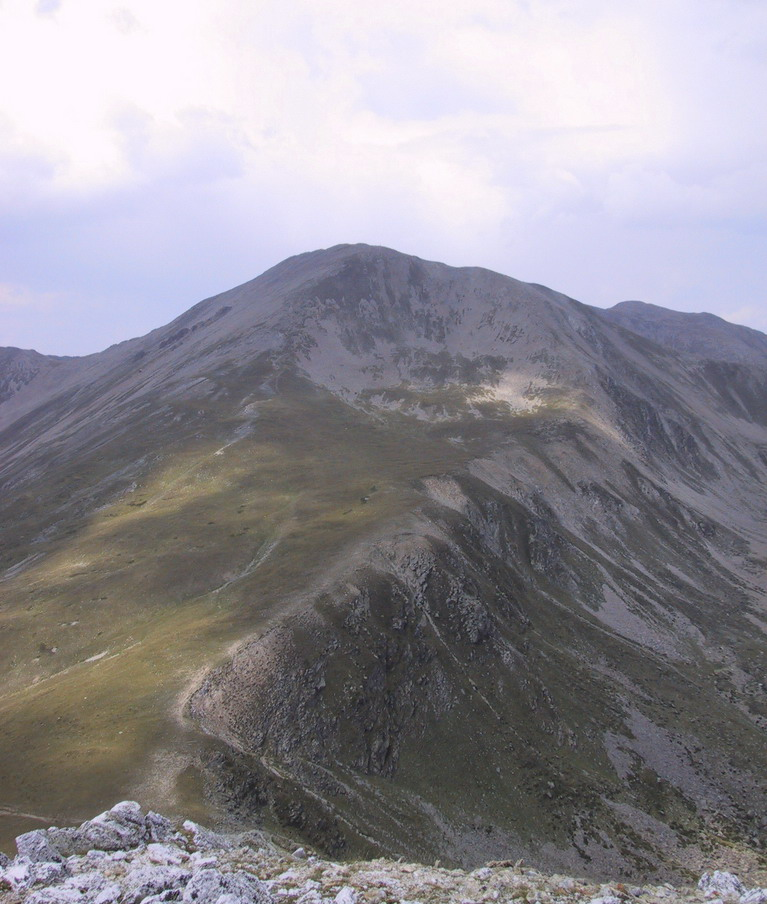

42°25′38″N 2°14′3″E / 42.42722°N 2.23417°E
巴斯蒂門特斯峰，是西班牙的山峰，位於該國東北部加泰羅尼亞，處於與法國接壤的邊境，屬於比利牛斯山的一部分，海拔高度2,881米。